# Shōma Yamamoto
Shouma Yamamoto (山本 匠馬 Yamamoto Shōma?, nacido como Kōsuke Yamamoto (山本 光将 Yamamoto Kōsuke?) el 6 de noviembre de 1983) es un actor japonés procedente de Osaka.
Su primer papel de cierta relevancia fue el de Tsubasa Yamagatana/Dan "el caballero de la noche blanca" en GARO Special: Beast of The White Night (牙狼<GARO>スペシャル 白夜の魔獣, GARO Supesharu Byakuya no Majū). Más adelante interpretó a Seiji Hayami en Cutie Honey The Live. Así mismo, da vida a Takato Shiramine/Kamen Rider Rey en Kamen Rider Kiva de la película Kamen Rider Kiva: King of the Castle in the Demon World (劇場版 仮面ライダーキバ 魔界城の王, Gekijōban Kamen Raidā Kiba Makaijō no Ō).

## Filmografía

### Televisión y cine
- 2007/2008 - Cutie Honey The Live como Seiji Hayami.
- 2008 - Kamen Rider Kiva la película: The King of Hell Castle como Takato Shiramine/Kamen Rider Rey.
- 2008 - Kamen Rider Kiva (Tokusatsu series, TV Asahi) como Taiga Nobori/Kamen Rider Saga & Dark Kiva.
- 2009 - Oretachi wa Tenshi da! NO ANGEL NO LUCK (俺たちは天使だ！NO ANGEL NO LUCK) como JUN Tokimune Wakabayashi.
- 2016 - Nanbaka (anime) como Kenshirō Yozakura.

## Discografía
- "Roots of the King (acústico)" con Koji Seto (2009).

## Enlaces
- FEEL MYSELF Archivado el 14 de agosto de 2008 en Wayback Machine. - Blog personal de Yamamoto (en japonés).
- Archivado el 17 de agosto de 2009 en Wayback Machine. - Web oficial

- Datos: Q1018716